# Port lotniczy Benin
Port lotniczy Benin (IATA: BNI, ICAO: DNBE) – port lotniczy położony w Benin, w stanie Edo, w Nigerii.

## Linie lotnicze i połączenia
| Linia Lotnicza          | Kierunek                            |
| ----------------------- | ----------------------------------- |
| Aero Contractors        | 1. Abudża 2. Lagos                  |
| Air Peace               | 1. Abudża 2. Lagos 3. Port Harcourt |
| Arik Air                | 1. Abudża 2. Lagos                  |
| Green Africa Airways    | 1. Abudża 2. Lagos                  |
| United Nigeria Airlines | 1. Abudża 2. Lagos                  |